# Aurora Díaz-Plaja i Contestí
Aurora Díaz-Plaja i Contestí (Barcelona, 7 de agosto de 1913 – 8 de diciembre de 2003). Fue una escritora, traductora y bibliotecaria española. Hija de Josefa Plaja y Francisco Díaz.Hermana de los también escritores Guillermo y Fernando Díaz-Plaja.

## Biografía
A los 20 años, con el título de la Escola de Bibliotecàries de la Generalidad de Cataluña, dirigió la Biblioteca de la Caixa de Pensions en Palma de Mallorca. En 1935, ganó por oposición plaza en la Biblioteca Popular de Canet de Mar hasta 1939. Vinculada al bando republicano, durante la guerra civil española se encargó de hacer llegar el Bibliobús a las primeras líneas del frente. Tras la guerra retomó su actividad como bibliotecaria y también dentro del campo de la literatura infantil. Vinculada al mundo de la prensa escrita como bibliotecaria, archivera y también como crítica literaria. En 1955, ganó el Premio Nacional al Mejor Libro Infantil con su obra La niña de los sueños de colores. Fue miembro del jurado del premio Lazarillo en 1959 y en 1960 dio clases de biblioteconomía en Hispanoamérica a través de la UNESCO. Entre 1963 y 1973, dirigió la Biblioteca Infantil del Parque de la Ciudadela.
Desde finales de los años treinta, publicó varias guías de lectura y manuales para una buena organización en las bibliotecas, como fueron Las guías de lectura (1938), Las bibliotecas populares (1944), Cómo atraer al lector (1954), Cómo se forma y cómo funciona una biblioteca (1960) o La biblioteca en la escuela (1970), con el que ganó el Premio Antoni Balmanya. Pionera en crítica sobre libros infantiles, colaboró de forma más o menos habitual con diversas publicaciones como las revistas En Patufet, Cavall Fort, Faristol o Serra d'Or, y con los periódicos La Vanguardia o Avui. Autora de biografías y obras teatrales, destaca sobre todo por las guías de lectura para orientar a los lectores más pequeños y por sus libros infantiles en catalán y castellano.
Entre los casi cincuenta títulos de narraciones publicadas, hay que destacar Tres rondalles de Nadal (1954), El foc de Sant Joan (1969), Les entremaliadures de Till Olibaspill (1979), Contes de sal i de sol (1983), Petita història de Mark Twain (1992), Estalagmita vol veure el sol (1995), El picarol salvador (1998), Doña Quijotina i Sancho Panza (1999) o La nena de l'ocell de paper (2002).
En cuanto a la labor de traductora, comenzó en 1962 con su marido Frederic Ulsamer, al pasar del alemán La visita de la vella dama de Friederich Dürrenmatt. Para un público infantil y juvenil, tradujo también del alemán El Menjalletres, de Jess R. Moransee, del francés Neixer: la veritat per als infants, de Marie-Claude Monchaux, y adaptó dos obras de William Shakespeare: La fierecilla domada y El sueño de una noche de verano. Del castellano, tradujo un cuento de Cèlia Viñas y, con Albert Jané, tradujo la adaptación de Carola Soler de los entremeses de Miguel de Cervantes. Tradujo al castellano cuentos de Lola Anglada, Carles Cano, Jaume Ciurana, Sebastià Estradé, Gian Carlo Menotti y Miquel Obiols.
Iniciativa suya fue la creación de las bibliotecas infantiles en Barcelona. Jubilada en 1983, su actividad no cesó y así, en 1986 colaboró en la creación del Centro de Investigación y Biblioteca de Referencia del Centro Internacional del Libro Infantil y Juvenil de la Fundación Germán Sánchez Ruipérez en Salamanca.

El 1998, recibió la Cruz de Sant Jordi. Y, ese mismo año, donó a la Universidad Catalana de Verano (UCE) su colección de literatura infantil, más de 1.500 obras. Fue miembro de la Asociación de Escritores en Lengua Catalana (AELC), que desde el año 2002 convocan un premio literario que lleva su nombre.
Se premia el mejor artículo de análisis, estudios e investigaciones publicados en cualquier lengua en un medio de difusión general o especializado de todo el mundo, tanto en soporte papel como digital, que trate sobre aspectos de la literatura infantil y juvenil catalana, así como estudios sobre autores, obras, movimientos o épocas, entre otros.

## Reconocimientos
Forma parte del proyecto Mujeres Investigadoras en los Archivos Estatales (1900-1970) del Ministerio de Cultura. Busca visibilizar a las investigadores que han desarrollado su labor en alguno de los nueve archivos competencia de dicho ministerio entre los años 1900 y 1970: Archivo Histórico Nacional, el Archivo de la Corona de Aragón, el Archivo General de Simancas, el Archivo General de Indias, el Archivo de la Real Chancillería de Valladolid, el Archivo General de la Administración y el Centro de Información Documental de Archivos.

## Obras
- Les guies de lectura. Barcelona: Escola de Bibliotecàries, 1938.
- Bibliotecas populares: la cultura del obrero. Madrid: Ministerio de Trabajo, Escuela Social de Madrid, 1944.
- El rey negro. Barcelona. Artigas (1953)
- Como atraer al lector. Madrid: Servicio Nacional de Lectura (1954)
- Los premios de literatura infantil y juvenil. Barcelona: Diputació de Barcelona (1954)
- Tres rondalles de Nadal Casa del Libro (1954)
- Las guías de lectura: portavoz indispensable en toda biblioteca. Madrid: Dirección General de Archivos y Bibliotecas: Servicio de Publicaciones del Ministerio de Educación Nacional (1955)
- Reglamento y guías de lectura de la biblioteca del servicio de trabajos portuarios. Barcelona: S.T.P. (1956)
- La niña de los sueños de colores. Barcelona. Forerma (1959)
- Los pastorcillos de Fátima. Barcelona. Artigas (1959)
- Com es forma i com funciona una biblioteca. Barcelona: Barcino (1960)
- El doctor Schweitzer. Barcelona. Juventud (1961)
- La isla llena Barcelona. Teide (1961)
- Entre juego y juego... ¡un libro! Barcelona. La Galera (1961)
- La lectura: su selección, su necesidad, su placer. Barcelona: Fama (1962)
- La ruta del sol Barcelona. La Galera (1965)
- Tu biblioteca. Madrid: Santillana (1967)
- La rana que salta Madrid. Igreca (1968)
- El foc de Sant Joan Barcelona. La Galera (1969)
- La biblioteca a l'escola. Barcelona: Nova Terra (1970)
- Historia del libro y de la imprenta [amb Armand Martínez]. Barcelona: Teide (1971)
- Los cuentos de los meses. Barcelona: Martín Casanovas (1972)
- La literatura infantil abans i ara. Barcelona: Institut Catòlic d'Estudis Socials, (1972)
- Cinco científicos al servicio de la humanidad. Barcelona: Martín Casanovas (1973)
- La bruja tontaina. Barcelona: Producciones Editoriales (1973)
- El ciempiés descalzo. Barcelona: Producciones Editoriales (1973)
- El Fraile Frailen. Barcelona: Producciones Editoriales (1973)
- El marinero despistado. Barcelona: Producciones Editoriales, (1973)
- La sirenita triste. Barcelona: Producciones Editoriales (1973)
- La escuela de las hadas. Barcelona: Producciones Editoriales (1974)
- La llama que quería ducharse. Madrid: Igreca (1974)
- Libros infantiles y juveniles en España 1960-1975: catálogo de la exposición 23-sep.-18 oct. 1976 [con Margarida Tura i Soteras]. Madrid: INLE (1976)
- Federico García Lorca. Barcelona: Hisma (1977)
- Les entremaliadures de Till Olibaspill. Barcelona: La Galera (1979)
- Vides paral·leles o contes de debò. Barcelona. Publicacions de l'Abadia de Montserrat (1980)
- Robert i el seu petit robot. Barcelona: Carroggio, Enciclopèdia dels infants (1980)
- Como organizar la biblioteca en la escuela. Madrid: Escuela Española (1981)
- Guia de lectura: una eina de treball per als mestres entorn dels llibres. Barcelona: CEAC (1982)
- Jacinto Benavente. Madrid: Auriga (1982)
- Rabindranath Tagore. Madrid: Auriga (1982)
- Contes de sal i de sol —les 4 estacions. Barcelona: La Galera (1983)
- Cómo se organiza una biblioteca escolar. Madrid: Espasa Calpe (1984)
- Tres animales chiquitos. Madrid: Escuela Española (1984)
- Tres juegos del fuego. Barcelona: Hymsa (1984)
- El joc del foc folle. Barcelona: Hymsa (1984)
- Ahïmsa, la no-violència de Gandhi. Barcelona. Nova Terra, 1971; Barcelona. La Llar del Llibre (1987)
- Premios nacionales (1958-1988): libro infantil y juvenil. Madrid: Asociación Española de Amigos del libro Infantil (1988)
- Petita història de Mark Twain. Barcelona: Mediterrània (1992)
- Pequeña historia de García Lorca. Barcelona: Mediterrània (1993)
- Petita història del llibre. Barcelona: Mediterrània (1993)
- Estalagmita vol veure el sol. Fornells: Bufa Editorial (1995)
- Petita història del Museu del joguet de Catalunya-Figueres. Barcelona: Mediterrània (1995)
- Petita història de l'ou com balla. Barcelona: Mediterrània (1995)
- Tania y el arca de Noé. Bilbao: Ediciones Mensajero (1995)
- Teatro infantil y dramatización escolar. Cuenca: Ediciones de la Universidad de Castilla-La Mancha (1997)
- ¿Quién les pone el cascabel al gato? Madrid: Bruño (1998)
- El picarol salvador. Barcelona: Brúixola (1998)
- Doña Quijotina i Sancho Panza. Almería: Instituto de Estudios Almerienses (1999)
- La nena de l'ocell de paper. Vilafranca del Penedès: Vilatana (2002)
- Ensenyar literatura a secundària: formant lectors crítics, motivats i cultes [amb A. Bastida, G. Bordons, et al.]. Barcelona: Graó (2004)